# Heráldica Espanhola

Brasão de armas do Rei de Espanha

A heráldica espanhola surgiu no começo do século XI AD e a sua origem foi semelhante à origem da heráldica em outros países europeus: a necessidade de cavaleiros e nobres  distinguirem-se um do outro no campo de batalha, em justas e torneios. Cavaleiros usavam armadura da cabeça aos pés e ocupavam, muitas vezes, posições de liderança. Por isso, era essencial ser possível identificá-los no campo de batalha.

## Características

Até hoje, a prova ideal de nobreza (hidalguia) ainda são os quatro quartéis.

O design das armas em si, com exceção das regras da heráldica, vão até o proprietário, e, às vezes, o design teve um significado específico ou simbólico. Originalmente, qualquer pessoa poderia ter brasão de armas. Mais tarde, tornou-se muito mais de uma prática para a nobreza. Até o final da idade média só os braços (brasão) paternos eram utilizados, porém, mais tarde, tanto os paternos quantos os maternos passaram a ser  exibidos. Os brasões dos avós maternos e paternos eram impalados (escudo cortado ao meio verticalmente, mostrando as respectivas armas em cada metade). Durante os séculos XVIII e XIX, o uso de quatro quartéis entraram em uso pela nobreza (o escudo foi cortado em quatro partes e o design dos braços de cada avô foi colocado em cada quarto.

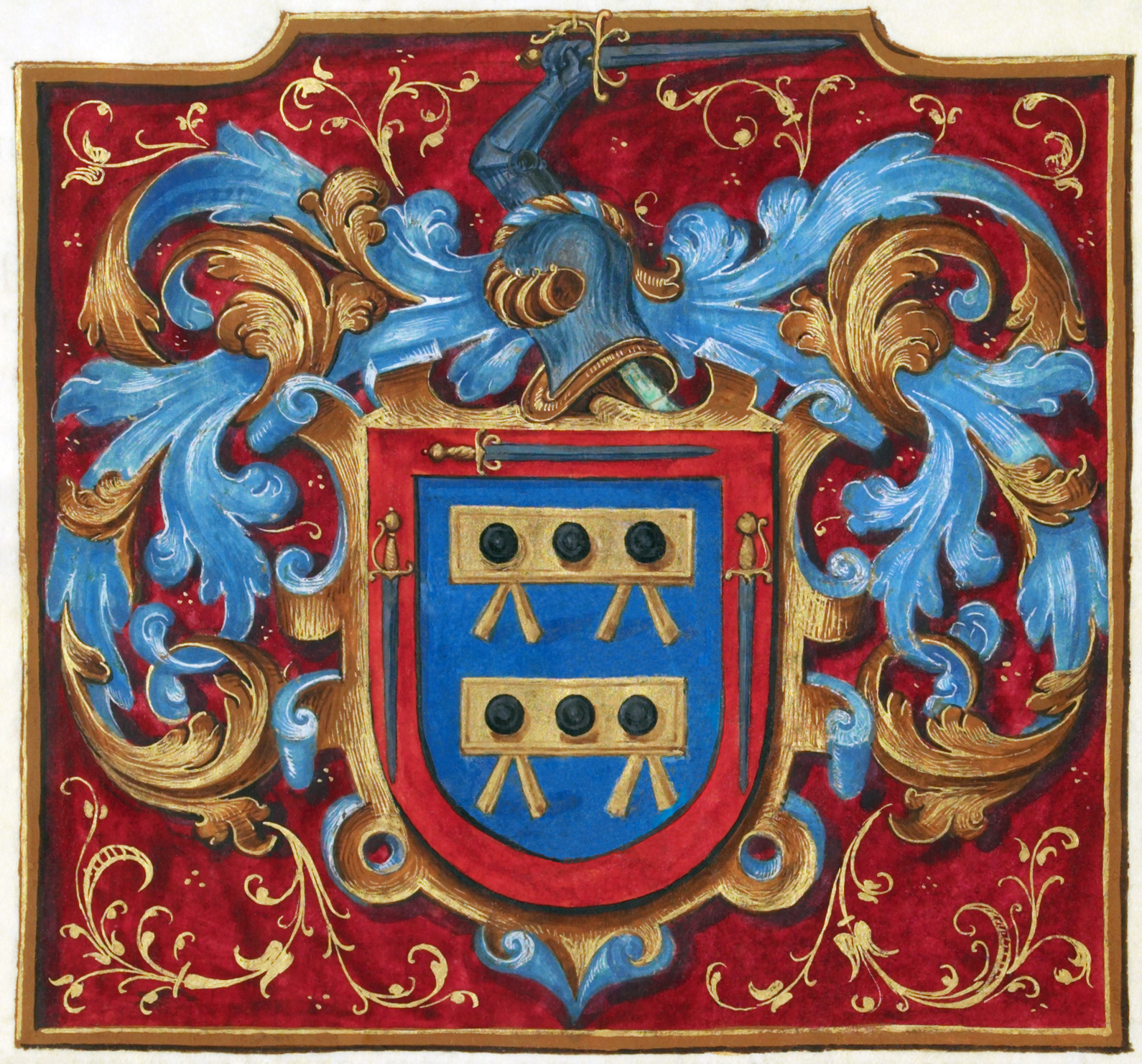
Ilustração de um manuscrito de concessão de armas por Filipe II de Espanha, Alonso de Mesa e de Hernando de Mesa, assinado em 25 de Novembro de 1566. Digitalmente restaurado.

A ordem de apresentação foi:
1. Avô paterno
2. Avô materno
3. Avó paterna
4. Avó materna

## Origens e história
A nobreza espanhola, ao contrário de suas contrapartes europeias, foi baseada quase que inteiramente no serviço militar. Algumas famílias de eminência vieram a partir da lei, do comércio ou da Igreja. As grandes famílias de Portugal e de Espanha abriram caminho para a sua classificação, o que permitiu que pessoas comuns se juntassem às fileiras da nobreza através do leal e bem-sucedido do serviço militar. Muitas famílias pobres ganharam destaque e riqueza rapidamente, como resultado de sua bem-sucedida façanhas militares. Na heráldica espanhola brasões de armas são um símbolo da linhagem e um símbolo da família. As armas espanholas são herdáveis como qualquer outra forma de propriedade.

## Descida dos braços espanhóis

Brasão de armas de João de Áustria, filho ilegítimo do Sacro Imperador Romano Carlos V (Rei da Espanha)

A passagem dos brasões de armas e títulos espanhóis difere do restante da Europa, onde eles podem ser herdados através das mulheres. Também, a ilegitimidade não impede a transferência dos brasões e títulos. As grandes famílias espanholas acreditavam que uma família de linhagem poderia ser mais danificada por misalliance (união matrimonial desvantajosa) que por ilegitimidade. De fato, as patentes de nobreza de muitas famílias espanholas continham doações para ramos ilegítimos, no caso de ausência de herdeiros legítimos. A ilegitimidade na Espanha foi dividida em três categorias.
1. Filhos naturais: Aqueles que nasceram de pais solteiros ou viúvos que podiam ser legitimados pelo casamento de seus pais ou por uma declaração através de seu pai, que eram seus herdeiros.
2. Crianças Espúrias: Aquelas cujos pais não estavam em posição para se casar. Estas crianças tinham que ser legitimadas por uma Real Petição de Ratificação.
3. Filhos incestuosos: Aqueles que nasceram de pais, intimamente relacionado ao casar (primos-irmãos) ou que estavam sob um voto religioso. Estes filhos necessitavam de uma dispensa papal, a fim de herdar, de seus pais, brasões de armas ou propriedades. Estas dispensações papais foram concedidas tantas vezes que cada diocese, em Espanha, tinha um documento já assinado em branco pronto para apor o nome apropriado.

## O estilo e a prática
A heráldica espanhola, em seu estilo e prática, segue o ramo ibérico da tradição heráldica latina, que também inclui a heráldica portuguesa, com a qual compartilha muitas características. A mais comum forma de escudo heráldico usado na Espanha é o estilo Ibérico (também referido como "peninsular", "espanhol" ou "português"), que tem uma forma mais simples, a reto no alto e redondo na parte inferior. As cargas mostradas nos rolamentos armoriais espanhóis podem retratar eventos históricos ou atos de guerra. Eles são também caracterizados pelo uso generalizado de orlas e bordas ao redor da borda do escudo. Além fronteiras, Espanha e Portugal unem brasões de armas mais convencionalmente pelo aquartelamento. A heráldica ibérica também permite que letras e palavras no escudo em si, uma prática que é considerada incorreta no norte da Europa. Na Espanha, há também uma falta de cristas, e lemas são raros, esta característica difere em Portugal, onde estes elementos são comuns.

## Definições

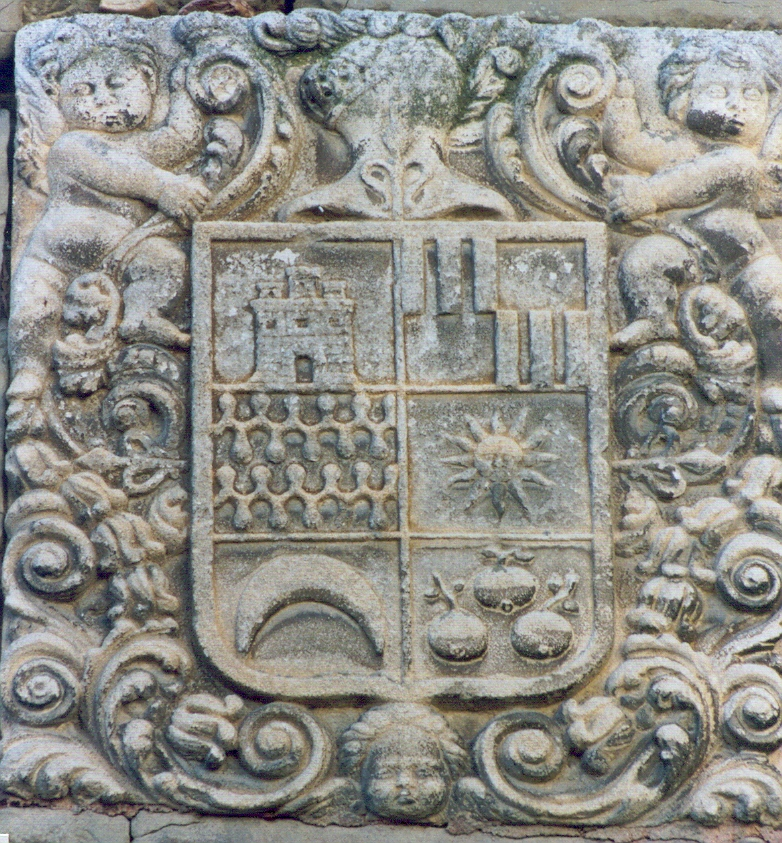
Brasão de Armas da Casa de Ena em Ayerbe

O "brasão" de armas, ou mais corretamente a sua  realização, em Espanha, é composta de escudo, um cabo que pode ser desenhados ou ornamentado, um capacete (opcional) ou uma Coroa , para um membro da nobreza, e um lema (opcional). Na heráldica espanhola, o que é colocada sobre o escudo em si é o mais importante.
Na heráldica inglesa, escocesa e irlandesa, pode-se encontrar muitos acessórios adicionais que muitas vezes não são encontrados ou utilizados na heráldica espanhola. Eles podem incluir, além do escudo, um capacete, mantling (pano de cape), coroa de flores (de um círculo de seda com ouro, e de prata, cordão torcido em volta e colocado para cobrir a articulação entre o capacete e o escudo), o escudo, o lema, caput, apoiadores (animais reais ou fictícios ou pessoas segurando o escudo), o compartimento (onde os suportes estão de pé), normas e insígnias (bandeiras pessoais), coroneis de classificação, insígnias de ordens de cavalaria e emblemas. Em geral, quanto mais velhas as armas, mais simples ou menos adornada  e a sua confecção.

Soberano – Coroa Real da Espanha Design das Armas Nacional
Soberano – Coroa Real da Espanha
Soberano – Variante para os territórios da antiga Coroa de Aragão
Coroa do herdeiro(a) aparente
Herdeiro Aparente – Variante para os territórios da antiga Coroa de Aragão
Infantes
Infantes – Variante para os territórios da Antiga Coroa de Aragão
Coronel heráldico dosGrandes de Espanha
Duque
Marquês
Conde
Visconde
Barão
Senhor
Coroa mural espanhola (Genérica)
Coroa mural das Províncias Catalães (Espanha)
Coroa mural das regiões catalãs
Coroa mural das cidades catalães
Coroa mural dos municípios catalãs
Coroa mural das vilas catalãs
Coronel heráldico do Rei de Armas espanhol

## Regulamento
O Cronista Rei de Armas nos Reinos de Espanha era um funcionário que tinha a autoridade para conceder os rolamentos do armorial. O escritório do Rei de Armas na Espanha originou-se dos arautos (Heraldos). Nos primeiros dias da heráldica, qualquer pessoa poderia portar armas e como é normal, onde os seres humanos estão envolvidos surgiram conflitos entre indivíduos e famílias. Estas disputas foram originalmente resolvidas pelo Rei, no caso de uma disputa entre nobres ou por um oficial de menor importância quando a controvérsia envolvia não nobres. Finalmente, a tarefa de resolver essas disputas foi passada para os funcionários arautos que foram originalmente responsável pela criação de torneios e transportar mensagens de um nobre para outro.
O cronista espanhol do escritório das armas heráldicas remonta ao século XVI. Mas antes disso, arautos eram geralmente chamado de províncias e das cidades não capitais, enquanto que os "Reyes de Armas" foram nomeados após a união dos reinos espanhóis. Vários cronistas de armas foram nomeados para a Espanha, Castela, Leão, Frechas, Sevilha, Córdova, Múrcia, Granada (criado em 1496, para honrar a reunificação da Espanha), Estella, Viana, Navarra, Catalunha, Sicília, Aragão, Nápoles, de Toledo, de Valência e Maiorca. Enquanto essas nomeações não  eram hereditárias, pelo menos, quinze famílias espanholas produziram mais do que um arauto de cada um nos últimos quinhentos anos (comparado com o mesmo número para a Inglaterra, Escócia e Irlanda coletivamente). Os Cronistas Espanhóis, tinha poder judicial em matéria de títulos de nobres. Eles também serviam como um escritório de registro de "pedigrees" e subsídios das armas.
O cargo de Rei de Armas tomou várias formas e, posteriormente, estabeleceu-se em um Corpo de Cronista, Rei de Armas (Cuerpo de Cronista Rey de Armas), que foi presidida por um Presbítero ou Decano. Era geralmente compostas de quatro diretores e dois assistentes ou secretários que, geralmente, atuavam como testemunhas de documentos. Os oficiais usavam um distintivo e uniforme. O corpo de exército foram considerados parte da Casa Real e foi, em geral, responsáveis para o Mestre do Rei Estável (uma posição importante na Idade Média).
Compromissos para o Corpo de Rei de Armas foram feitos pelo Rei ou Rainha reinantes. Estes compromissos foram para a vida, e não se destina a ser hereditário, muitas vezes, passavam de pai para filho ou outro familiar próximo. O arautos espanhóis tinham outros deveres que referia-se a questões de protocolo e, muitas vezes, atuavam como Real Mensageiros e Emissários. Eles poderiam, e podem, fazer arranjos para as áreas atualmente ou anteriormente sob o domínio da Coroa espanhola. As funções precisas e deveres do Rei de Armas foram claramente definidas pelas declarações de vários Reis e ainda estão em vigor.
Nos tempos modernos, o Corpo do Cronista do Rei de Armas passou por várias alterações. Mudanças importantes foram feitas em 1915, foi extinto em 1931 e restaurado em 1947-1951. O último Cronista Rei de Armas, nomeado pelo Ministério da Justiça foi Don Vicente de Cadenas y Vicent, morreu em 2005. O Governo da Comunidade Autônoma de Castela e Leão,  nomeou Don Alfonso Ceballos-Escalera y Gil, o Marquês de la Floresta e Vizconde de Ayala (como Cronista de Armas de Castela e Leão). Don Alfonso também serve como Oficial Pessoal Heráldico do Rei de Espanha. Anteriormente, tudo o que o arauto espanhol fazia tinha  de ser aprovado pelo Ministério da Justiça. No entanto, a mais recente legislação estabeleceu o Cronista de Castela e Leão, como o equivalente moderno espanhol do Rei de Armas com a autoridade para fazer as doações de armas para os cidadãos de Espanha e de indivíduos de famílias associadas com suas ex-colônias, sem referência para o Ministério da Justiça.

## Armas Nacional e cívicas
Ver também o Brasão de Armas de Espanha

Armas de Espanha

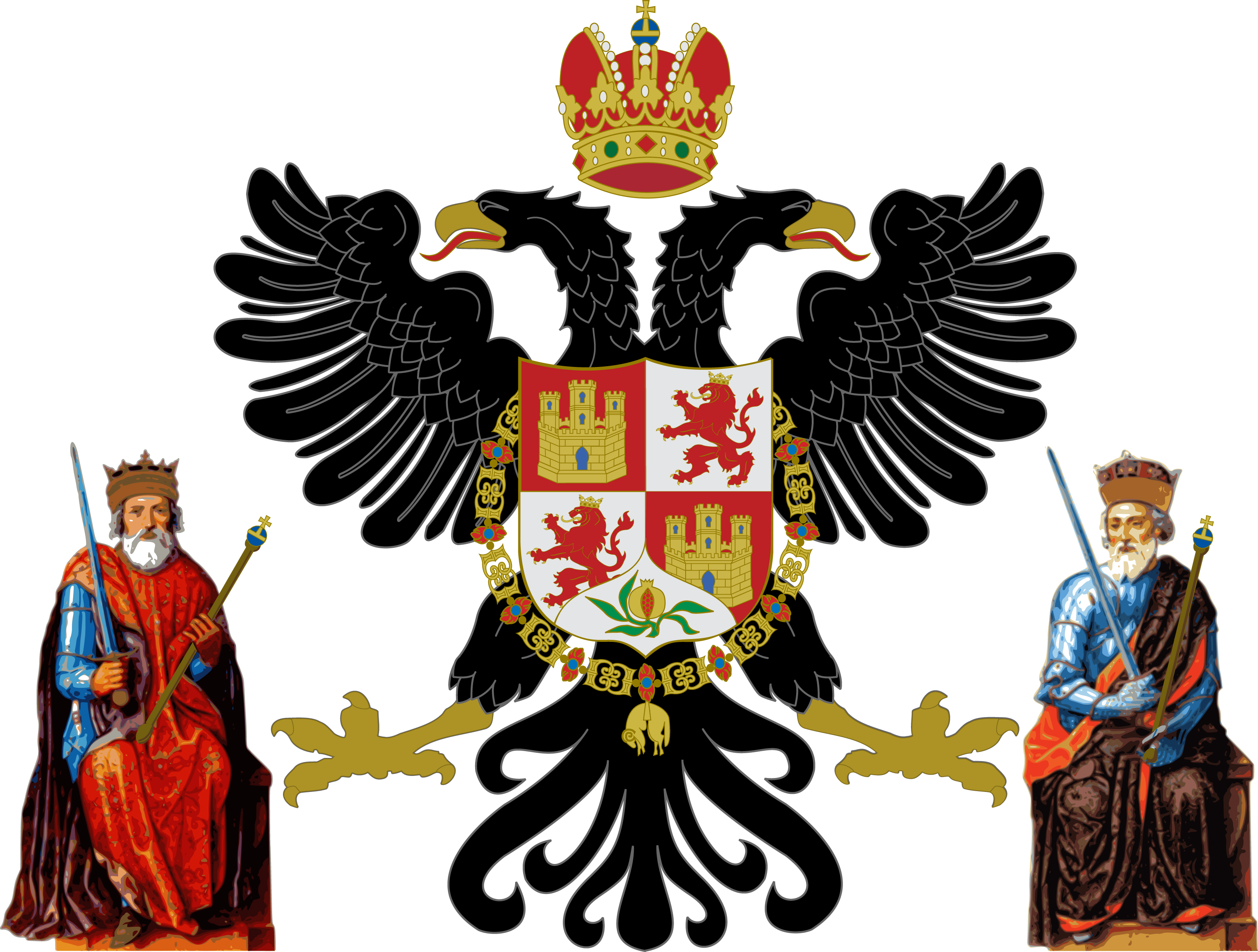
Brasão de Armas de Toledo

Como a maioria dos países Europeus, a Espanha tem um Escudo Nacional. Muitas cidades também têm  brasões domiciliares; alguns são recentes, outros data do período medieval. Toledo, em períodos anteriores, a cidade mais importante da Espanha,tem, particularmente, um brasão de armas bem elaborada; com as duas águias do Santo Império Romano como torcedor em seu brasão de armas; este representa a sua antiga importância e o poder. Madrid, a capital, tem uma menos elaborado do brasão de armas, representando um urso de tomar do fruto de uma árvore.
Brasões de armas são regularmente retratado em vários edifícios e objetos pertencentes a um governo nacional ou local; em Madrid, e menos glamuroso, objetos como tampas de caixas de visita são decorados com o brasões domiciliares.

## Armas pessoal
Algumas antigas famílias espanholas tem armas de uso pessoal. Os Duques de Alba, historicamente, entre as mais poderosas famílias nobres na Europa, ter um elaborado brasão de armas, com os "braços da justiça", simbolizando o seu Escritório Hereditária das Polícias de Navarra.
O monarca e o herdeiro aparente ter o seu próprio brasão.

## Heráldica regulamento

Um brisura na forma do simples lambel de três pontos Azure dos braços da Princesa das Astúrias

A Espanha tinha, originalmente, uma empresa de arautos (espanhol 'cronistas de armas') ligados com o Palácio Real. No entanto, o corpo espanhol de arautos foi extinto em 1931, com o estabelecimento da segunda república espanhola. Desde a restauração de Juan Carlos I , em 1975, a Espanha é o primeiro país pós-republicano onde o arauto foi nomeado.
Como em outras nações europeias, as armas são reguladas, e é ilegal assumir armas que pertença a outra pessoa.
| Exemplo           |                 |                 |                               |             |                             |
| ----------------- | --------------- | --------------- | ----------------------------- | ----------- | --------------------------- |
| Nome em português | Cortado em dois | Partido em dois | Talhado em dois sinister      | Esquatelado | Esquatelado com um escudete |
| Nome em espanhol  | Cortado en dos  | Partido em dos  | En banda En barra (em frente) | Cuartelado  | Cuartelado con escusón      |

Brasões de armas espanhóis são divididos da mesma forma utilizada por outros países europeus. Desde que os brasões eram concedidos às novas famílias, houve a necessidade de juntar vários brasões de armas em um momento onde um novo ramo de família era formada. Assim, escudos espanhóis são comumente partidos.
A tradição de uma diferenciação entre o brasão de armas adequado o losango é concedido para as mulheres não se desenvolveu na Espanha. Ambos, homens e mulheres, herdavam o brasão de armas de seus pais (ou um membro de um clã que os tinha adotado). No caso das mulheres, poderiam adotar os braços de seus maridos. A brisura era comumente usado.

### Tinturas
| Tintura em português | Nome heráldica | Nome            |
| Metais               | Metais         | Metais          |
| -------------------- | -------------- | --------------- |
| Ouro Amarelo         | Ou             | Gold            |
| Prata/Branco         | Argent         | Argent ou Prata |
| Cores                |                |                 |
| Azul                 | Azure          | Azur            |
| Vermelho             | Gules          | Gules           |
| Roxo                 | Purpure        | Púrpura         |
| Preto                | Sable          | Sable           |
| Verde                | Vert           | Sinople         |

## Exemplos notáveis de heráldica espanhola de presença no exterior
Presente

Brasão de armas de Baixa Califórnia Sul (México)
Brasão de armas de Bogotá (Colômbia)
Brasão de armas de Buenos Aires Brasão de armas usada como bandeira (Argentina)
Brasão de armas de Canela (Chile)
Brasão de armas de Caracas (Venezuela)
Brasão de armas de Durango (México)
Brasão de armas de Guadalajara (México)
Brasão de armas de Cidade de Guatemala (Guatemala)
Brasão de armas de Havana (Cuba)
Armas do Selo de Los Angeles (Estados Unidos)
Brasão de armas de Manágua (Nicarágua)
Armas do Selo de Manila (Filipinas)
Brasão de armas de Medelim (Colômbia)
Brasão de armas de Cidade do México (México)
Brasão de armas de Cidade do Panamá (Panamá)
Brasão de armas de Potosi (Bolívia)
- Brasão de armas de
Porto Rico
- Brasão de armas de 
Porto Rico
(Variante de Armas Aragonesa)
- Grande Selo de 
Porto Rico
- Brasão de armas de Quito
(Equador)
- Brasão de armas de 
San Antonio, Texas
(Estados Unidos)
- Brasão de armas do Selo de
Saint Augustine, Flórida 
(Estados Unidos)
- Brasão de armas do Selo de
St. Johns County, Flórida
(Estados Unidos)
- Selo de San Diego
(Estados unidos)
Brasão de armas de Cidade de San Juan (Porto Rico)
Brasão de armas de Santiago
(Chile)
Brasão de armas de Santo Domingo (República Dominicana)
Grande Selo de Porto Rico
Brasão de armas de Quito (Equador)
Brasão de armas de San Antonio, Texas (Estados Unidos)
Brasão de armas do Selo de Saint Augustine, Flórida (Estados Unidos)
Brasão de armas do Selo de St. Johns County, Flórida (Estados Unidos)
Selo de San Diego (Estados unidos)
Brasão de armas de Cidade de San Juan (Porto Rico)
Brasão de armas de Santiago (Chile)
Brasão de armas de Santo Domingo (República Dominicana)
Selo do Texas (Estados unidos)

Históricos
Império Espanhol

Brasão de armas de Bogotá
Brasão de armas de As Califórnias
Brasão de armas de Cartagena das Índias
Brasão de armas de Cusco
Brasão de armas da Cidade de Guatemala e Antigua
Brasão de armas de Havana
Brasão de armas de Manila
Antigo Brasão de armas de Medelim
ModernoBrasão de armas de Medelim
Brasão de armas da Cidade do México
Brasão de armas de Nova Galiza
Brasão de armas da Cidade de San Juan
Brasão de armas de Yucatan

Províncias Ultramarinas

Brasão de armas da Guiné Espanhola
Brasão de armas de Saara Espanhol África Ocidental Espanhola
Brasão de armas de Província de Sidi Ifni África Ocidental Espanhola
Brasão de armas de Província de Fernando Poo Guiné Espanhola
Brasão de armas de Província de Rio Muni Guiné Espanhola
Brasão de armas de Cidade de Santa Isabel Guiné Espanhola
Brasão de armas de Cidade de Sidi Ifni África Ocidental Espanhola
Brasão de armas de Vila Cisneros África Ocidental Espanhola